# 花関索伝
『花関索伝』（かかんさくでん、花關索傳）は、中国明代に刊行された説話。後漢末期の武将・関羽の子として設定された架空の人物、関索（花関索）を主人公とした歴史物語であり、内容は荒唐無稽で史実から大きくかけ離れている。南宋代から元代にかけて普及していた関索の伝説をまとめた物語（説唱詞話）で、通俗小説『三国志演義』の成立にも影響を与えたと考えられており、『三国志演義』各種版本の成立過程を研究する上での重要な史料となっている。関索にまつわる伝説は、かつて雲南省・貴州省などの地方に広く普及していたが、明代後期以降ほとんどが失われ、近年にこの『花関索伝』が発見されるまで全貌は謎に包まれていた。本項では刊本『花関索伝』とともに、その題材となった関索にまつわる伝説についてもあわせて概説する。

## 謎の武将・関索の伝説
小説『三国志演義』（以下『演義』と略称）の完成型といえる毛宗崗本（全120回）では、諸葛亮（孔明）による南蛮征伐中の第87回に関索という人物が突然登場する。この人物は関羽の第三子であるというが、荊州で関羽が敗死した際に大怪我を負い、その後鮑家で療養していたという自らの生い立ちを語った後、たいした活躍もなく、いつの間にか物語から消えてしまう。しかし関羽の子に関索という人物がいたことは正史『三国志』をはじめ、いずれの史書にも出ておらず、彼は架空の人物である。関羽の子としては別に関平（正史では実子であるが『演義』では養子とする）や関興などがすでに存在し、それぞれ活躍している。すなわち関索は、関平・関興とは別にわざわざ創作された人物であるが、それにしては活躍場面が少なく、何の為に創作されたのか分からない謎の武将であった。『演義』の原典の一つと目されている元代の『三国志平話』（以下『平話』と略称）でも、やはり孔明南征の中で、不危城に籠もる呂凱を倒すため突然登場し、その一度しか出てこない。また後世の通俗小説に導入された逸話を多く提供した元代の戯曲（雑劇・元曲ともいう）のうち、三国時代を舞台とした作品群の中にも、関索の名は全く登場していない。
ところが『演義』の中でも、毛宗崗本と別系統のテキストでは全く別の「関索」が登場する。万暦20年（1592年）頃に福建で出版された『三国志伝』系と呼ばれる20巻本のテキストでは、毛宗崗本の第53回にあたる段で花関索という若者が荊州の関羽の下を訪ね、生い立ちを語る。花関索は関羽の子だが、生後しばらく母と二人で暮らしていた。7歳の時元宵節で迷子となって索員外（員外は金持ちの旦那の意）に拾われ、9歳からは花岳先生に武芸を習う。恩を受けた3人の名を取って「花関索」と名乗り、のち鮑家荘という所で女傑の鮑三娘と試合して勝ってこれを妻とし、蘆塘塞でさらに王桃・王悦姉妹にも同様に勝って妻とした。このたび母親の胡氏と3人の妻を伴って父に会いに来たという。その後、この花関索は孔明の入蜀に従軍して活躍し、後に雲南で病死したと関興が語る形で物語から退場している（なおこの時関興は「兄が病死した」と語っているため、この系統での関索は関羽の二男となっている）。このような毛色の異なる関索の逸話も長く来歴不明であり、どのような伝承に基づくのか分からなくなっていた。
しかし通俗小説『水滸伝』（北宋末期を舞台とする）には「病関索」のあだ名を持つ楊雄という人物が登場・活躍しており、宋代・元代においては盗賊の中にも、盗賊を取り締まる軍人の側にも朱関索、賽関索などの名が見られ、また都市の盛り場での角力でも小関索・厳関索などの名が見えるなど、この人物が広く認知され、あだ名に用いられる英傑として定着していたことが窺える。また物語の上で関索が活躍したと思われる四川省・雲南省・貴州省などの地域には関索嶺や関索廟、関索城などの地名が現在でも残っていることから、『演義』が成立した15世紀までは、かなり有名人だったことが分かる。小川環樹は中国天文学の星座に「貫索九星」（かんむり座の一部）があり、それが神様として崇拝された可能性に触れ、三国物語（特に孔明の南征や関羽の神格化など）が広まるにつれ、関羽への連想から関索に変化（貫と関はほぼ同音）して南征と結びつけられ、関羽の子が死して神となったとの伝説に昇華したのではないかと推測している。
しかし関索にまつわる説話にどのようなものがあったのかは、明代以降とくに『演義』成立後は散佚してしまい、その全貌がつかめない時代が続いていた。

## 花関索伝の発見
1967年、上海市近郊の嘉定県城東公社の社員（農民）であった宣奎元が、農地の整地中に偶然発見した明代の墳墓の随葬品の中から、成化年間（1465年 - 1487年）に北平（現北京市）の永順堂という書店が刊行した歌唱詞話11冊や南戯『白兎伝』刊本などの書籍が出土した。当時は文化大革命（1966年 - 1976年）の最中だったため、宣奎元は豚小屋で個人的に保管し、1972年に古書買い受けを再開した上海書店に持ち込んだという。それを文学者の趙景深(zh)（復旦大学）らが論文として公表し、広く知られるようになった。
出土した歌唱詞話11冊の内訳は
1. 「新編全相説唱足本花関索出身伝 前集」
「新編全相説唱足本花関索認父伝 後集」
「新編足本花関索下西川伝 続集」
「新編全相説唱足本花関索貶雲南伝 別集」
2. 「新編説唱全相石郎駙馬伝」（"成化七年（1471年）仲夏永順書堂新刊"の木記あり）
3. 「新刊全相唐薛仁貴跨海征遼故事」（"成化辛卯（1471年）永順堂刊"の木記あり）
4. 「新刊全相説唱包待制出身伝」
「新刊全相説唱包龍図陳州糶米記」
「新刊全相説唱足本仁宗認母伝」
5. 「新編説唱包龍図公案断歪烏盆伝」（"成化壬辰歳（1472年）季秋書林永順堂刊行"の木記あり）
6. 「新刊説唱包龍固断曹国舅公案伝」
7. 「新刊全相読唱張文貴伝」上下二巻
8. 「新編説唱包龍図断白虎精伝」
9. 「全相説唱師官受妻劉都賽上元十五夜看灯伝」上巻
「全相説唱包龍図断趙皇親孫文儀公案伝」巻下
10. 「新刊全相鶯哥孝義伝」
11. 「新刊全相説唱開宗義富貴孝義伝」巻上下（"成化丁酉（1477年）永順堂書坊印行"の木記あり）

であり、上記の1冊目が『花関索伝』と呼ばれる関索にまつわる物語である。この発見により、謎に包まれていた関索伝説の全体像が明らかとなった。

## 花関索伝の体裁
出土した『花関索伝』は、明代の全相本と同様に、各ページの上部3分の1程度が名場面を絵画化した挿絵であり、その下部に文章を載せている。各葉（葉は1枚=2ページ）または半葉ごとに小題一行が掲げられている。この形式は元末の建安虞氏が刊行した『三国志平話』などの平話シリーズとよく似ており、なかには全く同じ図柄の挿絵まである（詳細は三国志平話を参照）。「前集」「後集」「続集」「別集」などの題の付け方も平話シリーズの『七国春秋後集』『前漢書続集』と共通する。なお各集はすべて11葉から成る。また誤字・脱字・錯簡などが多く、小題と文章の内容が合致していない例も少なくない。また後集の第1葉では、各行の下段がすべて1行ずつずれているなどの珍しいタイプの印刷ミスが見られ、これは筆写の段階ではなく翻刻・覆刻の段階での作業ミスと考えられることから、この書が重版されていたことが窺える。
ただし重刻された版が明代のものであることは上記の通りだが、題材となった花関索の物語自体の成立は元末であったと考えられる。『花関索伝』の中に含まれる逸話には『平話』や元代雑劇と共通する部分も多く、互いに影響を及ぼしている可能性が高いため、元代に話が成立していたことは間違いない。しかし『平話』や雑劇にほとんど関索が登場しない事は謎のままであり、『花関索伝』の成立自体は、『平話』より後とみられる。

## 花関索伝のあらすじ
各段の小題も併せて記載する。

### 前集（出身伝）
1.劉備関張同結義
劉備・関羽・張飛が桃園で義兄弟の誓いを交わした際、すでに妻子があった関羽と張飛は、未練を絶つため、互いの家族を殺すことにする。しかし張飛は関羽の夫人胡氏が身重だったため見逃した。
2.胡氏生関児
実家に帰った胡氏は出産したが、生まれた子が7歳になった年の元宵節に迷子となり、索員外に拾われた。索員外は以前に道士の花岳先生との間に息子を出家させると約束しており、義子とした拾い子の索童を9歳の時に出家させて花岳先生に預ける。花岳先生から六韜三略の教えや武芸十八般の修行を受けた。
3.先生引関索学道、4.索童得水打強人、5.索童拝別師父下山、6.員外引索童見外公
立派な若者となった索童は18歳の時、索員外から実の父が関羽であることを知らされ、「花岳」「関羽」「索員外」から、それぞれ一字を受けて花関索と名乗り、実の父へ会いに行くこととする。
7.関索殺退二張人、8.十二強人投開索、9.関索別外公去尋父、10.収太行山二強人、11.関索射鮑王、12.関索問鮑礼鮑義、13.三娘問父要捉関索、14.関索大戦鮑三娘、15.関索娶鮑三娘
道中、山賊退治や呉の武将との戦いを経て鮑家荘に至ると、入り口の石碑に女武者の鮑三娘が自分と戦って勝った者を夫とすることが記してあった。関索は三娘の父鮑凱や兄鮑礼らと戦って勝利。ついに鮑三娘とも試合を行って勝ち、彼女を妻とした。

### 後集（認父伝）
1.廉康太子要娶妻、2.関索殺廉康、3.関索収蘆塘寨主
鮑三娘のかつての婚約者であった廉康が襲ってきたが、花関索はこれを退けて殺す。その後、蘆塘塞に立ち寄った花関索はその地の王令公の娘王桃・王悦姉妹とも戦って、彼女らを次妻とする。
4.軍師与関公円夢
いっぽう興劉寨にいた関羽は、前夜見た夢の吉凶を龐統と孔明に占ってもらっていた。龐統は義兄弟3人のうち誰かに凶事があると占い、孔明は義兄弟3人のうち誰かに新しい兄弟が加わると言う。
5.姚賓盗馬夜走、6.張飛殺姚賓、7.関索認父
呉王孫権の配下の姚賓という者が関羽に偽って投降したが、赤兎馬を盗んで逃走した。姚賓は花関索のもとへ行き自らを関羽と名乗るが、母の胡院君に見破られる。そこへ姚賓を追ってきた張飛が現れ事情を話すと、関索は姚賓を捕まえて殺す。胡院君から話を聞いた張飛は花関索を連れて帰陣。曹操軍と戦って不利に陥っていた関羽を助け出し、ついに父子再会を果たす。
8.関公引関索見先主、9.関索戦廉旬、10.姜維用計借馬
関羽が花関索を劉備に紹介し宴会をしているさなか、廉康の弟の廉旬が兄の敵討ちと称して金睛獣に乗り襲撃してきた。姜維は計略で関羽が大事にしている神馬を花関索に貸し与えさせ、これに乗った花関索はついに廉旬を倒す。
11.魏国請先主赴宴、12.先主二人去赴宴、13.関索舞剣殺呂高
曹操から劉備へ8月15日に落鳳坡で宴を開くという招待状を受け、不審に思った孔明は関索・姜維を供につけて劉備を送り出す。曹操のほか江南呂高天子や劉璋王などの諸侯が迎え入れた。宴が始まると呂高天子が剣舞に紛れて劉備を殺そうとしたため、花関索が剣舞に応じて逆に呂高天子を刺殺する。

### 続集（下西川伝）
1.関索与張琳舞剣、2.関索扭断張琳頭、3.先主入荊州作筵席
呂高天子が殺されたと知った曹操の軍師張琳は怒って花関索と剣を交えるが、逆に関索に殺される。激怒した曹操が劉備を捕らえようとし、花関索らは劉備を守って脱出したが曹操軍に包囲される。包囲を抜けると張飛の援軍が到着。逆に曹操を降伏させ、荊州城を劉備に返す約束をさせて長安に帰した。
4.関公父子守荊州
劉備は全軍で荊州に向かい、糜竺・糜芳から城を接収。孔明の提案で関羽父子を荊州の留守に残し、その他全軍で西川征伐に向かうこととなる。劉備は山東の趙雲・黄忠に手紙を送ってもとの根拠地である興劉寨を守らせた。
5.先主閬州被囲、6.姜維請関家救閬州、7.関索巴州捉呂凱、8.関索入閬州捉王志
劉備らが閬州に到着すると城主の鬼頭王志は、いったん退却して劉備に城を明け渡した後に逆に劉備軍を包囲した。王志の乗る青金獣に馬が恐れをなし、張飛が敗れる。劉備は姜維に命じて関羽に援軍を要請した。姜維は商人に変装して向かうが、途中の巴州で転鋼叉呂凱に捕まり、関羽を挑発する手紙を持たされる。関羽はこれを聞き関平と花関索を率いて出陣。巴州で花関索は呂凱を生け捕り、関三凱と改名させて兄弟とする。さらに閬州に着くと、父の赤兎馬を借りて王志を破り、これも関志と改名させて兄弟分に加えた。
9.関索離閬州、10.衆官商議戦周覇、11.関索先主入西川
さらに西に進軍すると山賊の周覇が邪魔をする。周覇の使う火鬚刀に龐統と張飛は敗れた。花関索は石人のお告げにより魔法の斧を得ると、それによって戦い、周覇を殺して火鬚刀を奪った。
12.関索入西川捉周倉、13.関索下西川
劉備軍は目標の成都へ迫るが、成都の元帥周倉が抵抗。姜維が挑戦して敗れるが、花関索が熱戦の末に周倉を降伏させ、ついに成都入城を果たす。

### 別集（貶雲南伝）
1.漢王収得成都府
1年後、劉備は関羽を荊州並肩王、張飛を閬州一字王に任命する。関羽は劉備の反対を押し切って、一族を率いて荊州に駐屯した。
2.関索共劉封出外
劉備の義子劉封が荊州を訪れ、宴席で花関索と口論したことを劉備が憤り、花関索を雲南へ劉封を陰山へともに流罪とする。呂蒙が孫権の娘と関家の縁談を持ちかけるが、関羽がこれを断り、激怒した孫権が呂蒙・陸遜を率いて荊州に攻めてきた。
3.関公戦陸遜、4.関公陥荊州
関羽は陸遜と対戦して敗れ、劉備へ13回も援軍を要請。しかし使者はすべて劉封に阻止され、握りつぶされる。最後に関平が使者となるが、糜竺・糜芳の裏切りにより荊州は陥落してしまう。
5.劉王得夢見関張
関羽と周倉は玉泉山へ逃げる。食糧が無いため周倉は自分の股の肉を割いて関羽に与えて死亡。赤兎馬も関羽の青龍刀を引いて水中に飛び込み、その直後関羽も死亡する。張飛も部下に殺され、二人の霊魂は劉備の夢に現れて無念の思いを告げる。劉備がその夢を孔明に話している時に関平と張益が現れ、父の死を告げた。
6.劉王詔関索回朝、7.先生救関索病、8.関索引兵征呉
劉備は皇位を譲ると称して劉封を呼び寄せ、釘を打った鼓の中に入れて坂から落として殺害。姜維を雲南に派遣して花関索を召還する。花関索は重病だったため姜維は関羽の死を知らせず、良医を求めたが、突如現れた花岳先生の薬で花関索は平癒した。そこで姜維が父の死を伝え、復讐を促すと、花関索は成都で劉備に謁見した後、全軍を率いて呉へ進軍した。
9.関索戦顔昭、10.曽霄敗関索、11.関志入水取刀、12.関索殺鉄旗曽霄、13.関索殺将祭父
花関索が陸遜・顔昭を破ると、孫権は呉で一番の強者である鉄旗曽霄を召還。花関索は曽霄と戦って黄龍槍をおられ敗退し、関平・張益が戦死した。花関索は冥界の父の助言と関志の活躍により、玉泉山の刀を得て曽霄と再戦、これを破ると呂蒙も捕えて荊州城を奪回。玉泉山で糜竺・糜芳を殺して父を祭り、成都に凱旋すると、呂蒙・陸遜も殺して関羽と張飛の霊を弔った。
14.先主帰天関索死
劉備が関羽・張飛を思うあまり死去すると、孔明は修行のために臥龍山へ帰ってしまう。花関索も落胆し、やがて病を得て死去。三人の妻や部下たちは古巣へ戻った。

## 花関索伝の特徴
『花関索伝』の内容の特徴は、1.主役の花関索がすべての中心で、何事も花関索が解決してしまうこと、2.史実や他の三国物語から乖離した登場人物の設定、3.物語の内部にも矛盾を含むこと、4.『演義』にも登場しない別の民間伝承由来の人物が登場することなどが挙げられ、全体的に荒唐無稽の一語に尽きる。
1.の何でも関索が解決することについては、物語中の合戦における一騎討ちはほとんどが最終的に関索が勝者となることなどが挙げられる。『平話』や『演義』では大活躍している父関羽や張飛、孔明でさえも関索の引き立て役でしかなく、敗戦したり役に立たなかったりなどと扱いの差が顕著である。関索が呂蒙や陸遜までもを血祭りに上げたり、孔明を修行と称してあっさり退場させるなど、三国志物語の設定を利用していながら、全くキャラクターが生かされていない。
『演義』では関羽の忠臣として描かれる周倉（これも架空の人物）が『花関索伝』では成都の元帥として登場し関索と戦ったり、蜀の重臣として成都にあったはずの糜竺も弟の糜芳とともに関羽を裏切るなど『演義』の設定とは大幅に異なる。蜀の官僚で南蛮勢力と戦った呂凱も、なぜか関索の敵として登場し、戦いに敗れて弟分となる（ちなみに『平話』でも関索と呂凱は敵として対戦する）。また曹操が落鳳坡で宴会を催したり、ずっと後にならないと登場しないはずの姜維が頻繁に登場するなど、作者が無知なためか、あるいは民間の伝承を元にしたためか、史実を無視した設定も多い。また物語内部の矛盾としては、劉備らが西川（蜀）へ入ったのは花関索が父関羽に会った後のことなのに、花関索が父に会いに行く当初からすでに「西川去作認父人」と述べるなど、整合性が取れていないことなどがある。
別の民間伝承から採り入れられたと思われる人物も多い。花関索の母の名は胡金定としているが、関羽の夫人の名は正史・野史などで全く記されていない。清代の宋犖『筠廊二筆』では康熙年間（1662年 - 1722年）の「関侯祖墓碑」に妻は胡氏とするものが見えるという。名の金定は『花関索伝』と同時に出土した『唐薛仁貴跨海征遼故事』で薛仁貴（唐代の名将）の妻を金定とするなど武勇に優れた女性の名として定着していたらしい。また清の兪樾の『茶香室三抄』によれば、浙江省武康県には、廉康という醜いが怪力の男が喉以外の皮膚が鉄でできており、妻の鮑三娘は美人で武芸に秀でていたが、花関索なる美少年と通じて夫の喉を射貫いて殺したという伝承があったという（『前渓逸志』）。兪樾はまた、王桃・王悦姉妹が関索に敗れて妻となり先妻の鮑氏とともに従ったという伝承にも触れている（『蘄水県志』）。これらが『花関索伝』に登場する廉康・鮑三娘・王桃・王悦などのキャラクターにつながったものとみられる。あるいは現在でも行われている京劇には「真仮関公」（または「姚斌盗馬」とも）という芝居があり、『花関索伝』後集とストーリーや登場人物（姚斌と姚賓は同音）に共通性がある。このほかにも京劇「滾鼓山」では、劉封を孔明が皇位を譲ると偽って呼び寄せ、釘を打った鼓の中に入れて殺す、という『花関索伝』別集に見える話と同じ筋を持つ。これらは『花関索伝』と同系統の民間伝承が京劇や地方劇にも採用され、残存している例といえよう。
『花関索伝』は総じて三国志的な世界を舞台として展開しているものの、登場人物はみな『水滸伝』のような豪傑であり、『西遊記』の妖怪のような人物・動物まで現れる。明代以降に白話小説が歴史小説、武侠小説、神怪小説に分化していく前の混然とした形態を物語る資料ともなっている。

## 演義への影響
『花関索伝』に代表される関索の物語は、明代前期に成立した『演義』に影響を及ぼしていると見られる。『演義』のテキストは多くの種類があり、関索のエピソードの取捨によってその成立過程をある程度推測することが可能となった。前述のように『演義』の一応の完成形とみなされる毛宗崗本（清代初期に成立）に至るまでの各テキストでは関索の扱いが異なる。大きく分けて、関索が全く登場しないもの（タイプA）、関羽死後の孔明南征の際に関羽の三男関索が現れて従軍するなど簡単に触れられている程度のもの（タイプB=関索系）、関羽の二男花関索が生前の関羽を訪ね、『花関索伝』と同様の生い立ちを語った後、孔明に従って蜀征伐に従軍・活躍し、のちに雲南で病死するといった比較的詳細に語られているもの（タイプC=花関索系）に分けられる。タイプBとCは関索が死ぬ場所が異なるため、両立し得ない（蜀征伐と南征の両方に関索が登場することはあり得ない）。この分類では毛宗崗本はタイプBとなる。『平話』でも南征の場面で一度だけ名前が出るのみなのでタイプBに近い。
現存する『演義』の最古のテキストである嘉靖本や、それに次ぐ古さの葉逢春本はタイプAであり、初期の『演義』では花関索故事は全く挿入されていなかったことが窺える。ところが万暦年間（1573年 - 1620年）に福建の建安にあった書坊で出版されたと思われる20巻本『三国志伝』系のテキストではタイプCの比較的詳細に語られる関索が登場している。いっぽうタイプBの簡易版の関索が登場するのは、金陵（現南京市）の書肆が刊行したと思われる周曰校本などがある。毛宗崗本はこの系統を継承していると見られている。
明代当時、『演義』のような著名な小説は多くの書店が模倣し、出版競争で優位に立つために他の書店版にはないエピソードを挿入したり、有名人の批評を追加したりすることが頻繁に行われていた。これらの事実から、元々の『演義』には関索に関する記述はなかったものが、関羽の三男としての簡略な関索伝を南征の途中に挿入したタイプBが金陵の書店で盛行し、いっぽう福建では関羽の二男としての詳細な花関索伝を入蜀の過程にちりばめたタイプCが流行したものと考えられる。金文京はタイプCの関索伝を挿入したのは、『水滸伝』でも同様に元々の話に無かった「田虎・王慶征伐」の逸話を挿入して出版した福建の余象斗ではないかと推測している。『演義』を最終的に完成させた毛宗崗が、上記の各版の関索記述を見比べて、史実と大きくかけ離れた関索の伝説を削除していき、最終的に現在の毛本『演義』のような、ほぼ名前のみの登場となったものと思われる。
このように『花関索伝』の発見により、『演義』各テキストの系統分類や成立過程をめぐる研究も近年盛んとなっている。